# Télécinéma

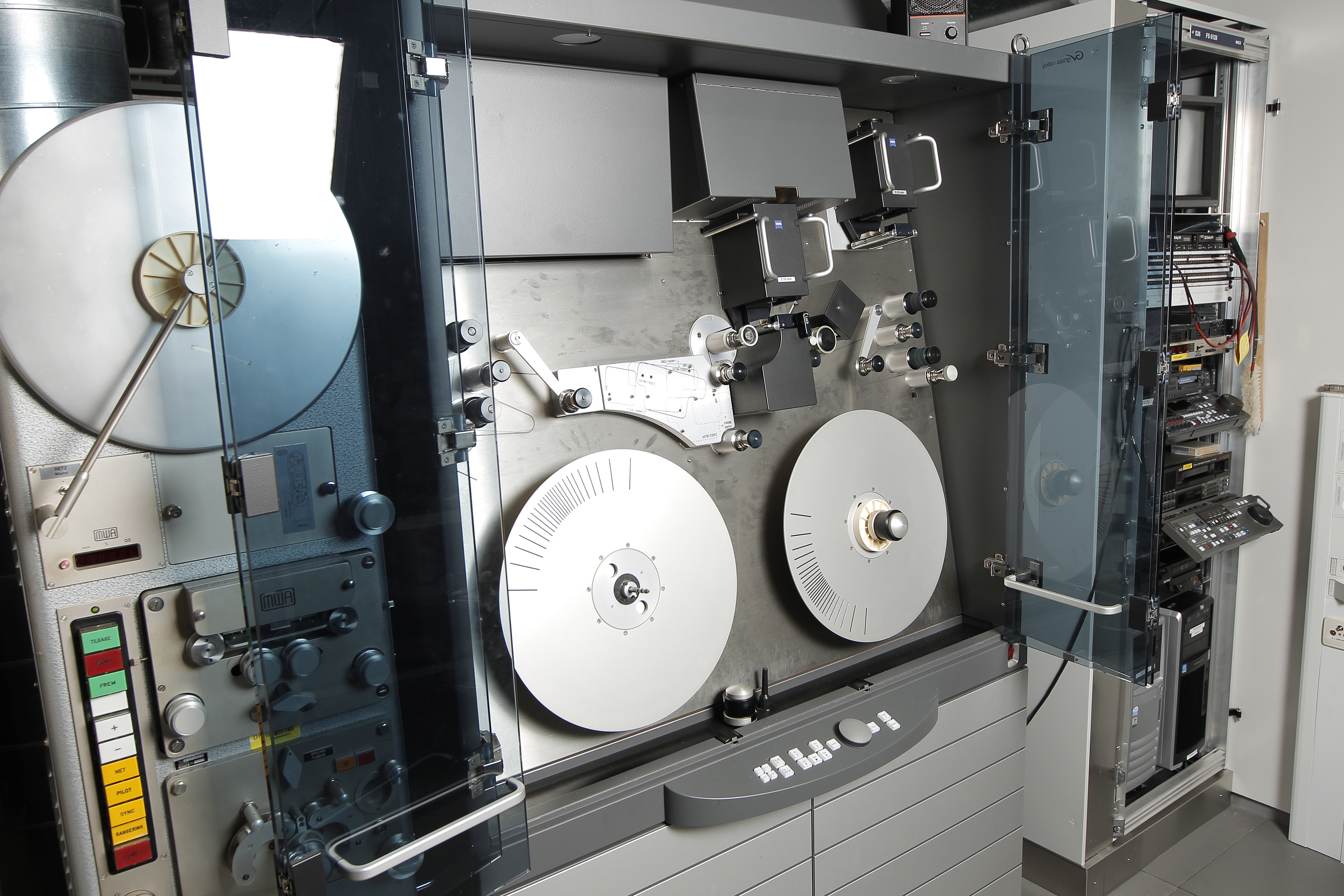
Un télécinéma Shadow Spirit DataCine

Le télécinéma permet, par différentes techniques optiques et électroniques, de convertir un film de cinéma tourné sur pellicule argentique, en signal vidéo analogique ou numérique destiné à sa télédiffusion ou encore, en fichier numérique.
Historiquement avant l'introduction du magnétoscope et en complément au Kinéscope, le télécinéma est l'unique moyen de reproduire et diffuser ou rediffuser à la télévision, les reportages, documentaires, émissions en studio ou fictions préalablement tournés et réalisées avant leur télédiffusion.
Il existe deux types de dispositifs. Le plus ancien consiste à exploiter une caméra vidéo numérique qui filme l'écran ou le dispositif optique dépoli sur lequel est projeté le film, en temps réel et génère un flux de données converti en fichier vidéo.
Le systéme le plus récent utilise un scanner qui échantillonne et numérise, l'une après l'autre, chacune des images fixes constituant toute la pellicule film; une fois la numérisation d'images fixes réalisée, une application reconstitue la séquence complète en générant un fichier vidéo.
En fonction de ses caractéristiques techniques et mécaniques, l'appareil peut être compatible avec les sources sur pellicule argentique de type professionnel ou amateur : 8 mm, Super 8, 9,5 mm, 16 mm, 35 mm, 70 mm, etc.
En complément, si la source est sonorisée, le télécinéma lit, interprète et reproduit ou sauvegarde la ou les pistes du signal audio du film à convertir en fichier vidéo, soit en temps réel, soit lors de la postproduction de la vidéo et les associe au signal télédiffusé ou au fichier vidéo.
Par extension, on appelle aussi télécinéma le traitement qui permet d'adapter une séquence de film au format numérique choisi. Ce traitement est basé sur l'addition de trames complémentaires sur l'image fixe, procédé qui permet de transférer tout film argentique, quelle que soit sa vitesse de projection, vers un support numérique[réf. nécessaire].

## Télévision

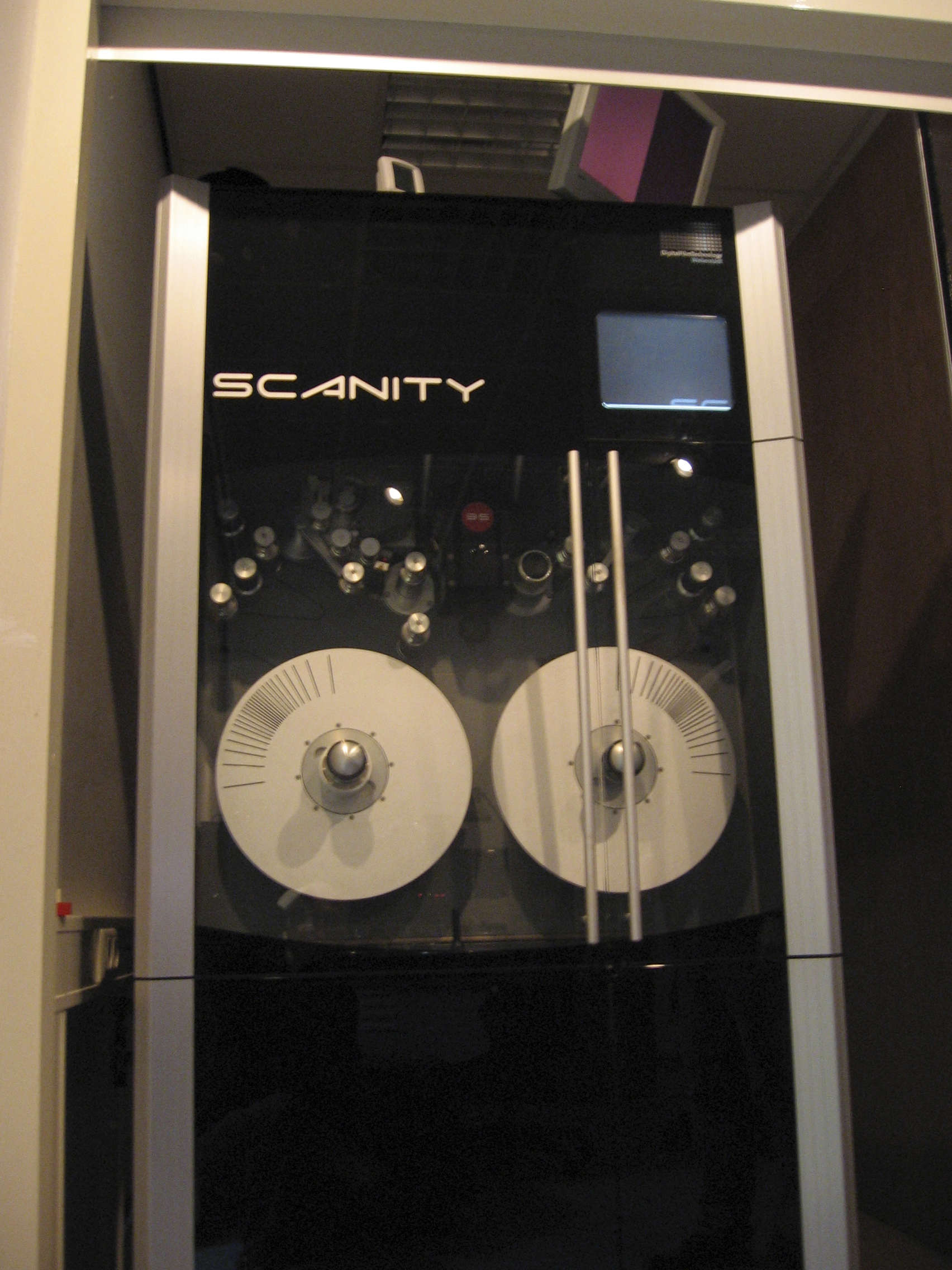
Scanner 4k numérique pour numérisation de films de cinéma.

Depuis la normalisation du cinéma au cours des années 1930, les films professionnels sont le plus souvent tournés à la cadence de 24 images par seconde. Chaque prise de vue ou image, constitue un photogramme fixe, semblable à une photographie. Les normes analogiques de télévision et vidéo historiques comme 625 lignes et 525 lignes exploitent des images entrelacées. Chaque image vidéo est constituée de deux demi-images successives appelées « trames » : la première est composée des lignes paires constituant la moitié de l'image vidéo, l'autre des lignes impaires. Les deux trames d'une même image vidéo sont retransmises et reproduites à l'écran, l'une après l'autre. Ainsi, en télédiffusion et en vidéo, la valeur essentielle est définie par la cadence des trames, soit 50 trames par seconde en 625 lignes ou 59,94 trames par seconde au format 525 lignes. En général, il n'existe pratiquement pas de correspondance exacte entre la cadence des films tournés à 24 images par seconde et celle de la télévision ou de la vidéo, jusqu'aux années 2000 avec l'introduction de la télédiffusion numérique. Durant la période des années 1940 à 2000, certains moyens de conversion ont été exploités pour éviter les inconvéients de variation de vitesse, ou de saccades perceptibles à l'image ou dans le son.

### Principes et fonctionnement
Un appareil de visionnage adapté à la pellicule cinéma est couplé à un capteur (caméra vidéo ou scanner numérique). Chaque image composant le film est capturée par la caméra pour être ensuite traitée puis sauvegardée ou télédiffusée. Les traitements de l'image et leur sauvegarde peuvent être au mode analogiques ou, depuis les années 1990, en formats numériques.
Le tout premier type de télécinéma est constitué d'un projecteur film et d'une caméra de télévision capturant l'image affichée sur un grand écran. Avant l'invention du magnétoscope, la diffusion s'effectue obligatoirement en direct. Ce principe est exploité par les chaînes de télévision entre 1930 et 1955. En France, la diffusion télécinéma en direct à l'antenne se poursuit jusqu’en 1983 avec la totalité des spots publicitaires et des films longs métrages au 35 mm, des documentaires, des productions françaises et les séries américaines pour le 16 mm y compris si ces dernières ont été initialement tournées en 35 mm. Avec l'introduction du magnétoscope au milieu des années 1950 et la possibilité d'enregistrer une source vidéo, le dispositif est progressivement remplacé par un appareil autonome, réunissant à la fois le système de projection et l'unité d'enregistrement vidéo sur bande magnétique.
Depuis les années 1980, des circuits électroniques puis les supports numériques durant les années 1990 permettent une conversion optimisée de la source argentique. Ces dispositifs compensent notamment les variations de vitesse, les artefacts de l'image et les effets indésirables perceptibles.

### Conversion de cadence
Les termes anglophones pull up (accélération) et pull down (ralentissement) sont employés par les techniciens pour déterminer les valeurs de correction de cadence d'image par seconde, lors de la conversion de formats vidéo ou de télédiffusion.

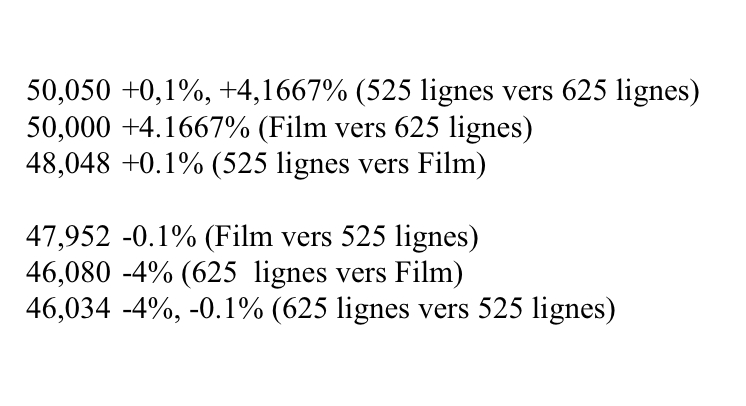
Tableau des conversions usuelles accélération / ralentissement pull up et pull down pour l'audio

#### Ralentissement 2:2 Pulldown
Le 2:2 Pulldown est la technique utilisée en 625 lignes quel que soit le standard couleur utilisé.
Le principe consiste à obtenir une augmentation de la candence image du film, pour parvenir à 25 images par seconde, le format compatible avec la norme 625 lignes. La vitesse de projection du film est légèrement accélérée à une valeur d'environ 4%, un effet peu perceptible à l'image et très légèrement dans le son avec environ 2,5 secondes en moins pour chaque minute de film. Ainsi, lors de la diffusion ou de l'enregistrement vidéo, la durée totale du film est réduite1. La projection du film étant accélérée signifie que tous les sons sont transposés d'environ un demi-ton vers le haut. Pour traiter cet inconvénient, à partir des années 1980, un « harmoniseur » permet de faire correspondre la piste sonore vidéo à l'original, en réduisant d'environ un quart de ton, la source audio.
Le phénomène peut être mis en évidence en comparant le film d'origine avec sa version convertie pour la vidéo à 525 lignes et en écoutant la musique du film diffusé à la télévision ou sur support vidéo accélérée et plus aiguë, avec celle de la bande originale non modifiée.
Pour convertir le film de 25 images par seconde vers 50 trames par seconde, il suffit de séparer et dupliquer chaque trame (demi image) du film en deux images complète successives en les décalant.
Cette technique est également utilisée pour le transfert vidéo des films sur vidéocassette et DVD à 625 lignes, (couleur standard PAL ou SÉCAM). Elle se nomme « 2:2 pulldown », car pour deux images consécutives du film, chacune est transmise sur deux trames.

#### L'accélération 3:2 pullup
Si on appliquait le procédé du 2:2 Pulldown pour l'appliquer à la norme 525 lignes du NTSC, il faudrait accélérer la projection du film entre 24 images par seconde jusqu'à environ 30 images par seconde, ce qui reviendrait à une accélération d'environ 25 %, soit 15 minutes pour 1 heure. Le spectateur percevrait fortement l'accélération.
La norme 525 lignes en NTSC exploite une cadence de 59,94 trames par seconde, ce qui est très voisin de 60. Or, 60 / 24 = 2 , 5 {\displaystyle 60/24=2,5} : chaque image du film doit être diffusée en 2,5 trames pour devenir synchrone. On choisit dès lors, de transmettre pour chaque paire d'images consécutives, une image supplémentaire exploitant trois trames puis, une image en deux trames et ainsi de suite. Cette conversion nécessite des dispositifs électroniques complexes et des convertisseur spécifiques.
La transmission d'une image du film en trois trames au lieu de deux est artificielle car si une trame est une demi-image, dès lors, une image est forcément toujours composée de deux trames. Toutefois, dans un signal vidéo, les trames sont indépendantes : transmises et affichées l'une après l'autre, les deux trames d'une même image peuvent représenter des instants différents de la séquence. Dans tous les cas de figure, le dispositif retransmet 60 images par seconde, en respectant l'alternance entre chaque trame des lignes impaires et la trame des lignes paires. Ainsi, lorsque le signal vidéo à partir d'un film de cinéma à 24 images seconde est reproduit avec trois trames, il comprend d'abord une image séparée en deux trames composé de lignes paires et impaires. Ensuite, lorsque chacune des deux trames de l'image, le dispositif reproduit et duplique la première trame déjà transmise, par exemple la trame des lignes impaires puis l'image suivante débute par l'autre trame, dans cet exemple, la trame des lignes paires.
Par exemple, si la lettre i définit la trame impaire et p pour la trame paire, pour quatre images cinéma consécutives (numérotées de 1 à 4), le signal vidéo sera ainsi décomposé :
- 1i - 1p - 2i - 2p - 2i - 3p - 3i - 4p - 4i - 4p

Si l'on regroupe chaque couple « trame impaire/trame paire » , on obtient cinq images entrelacées :
- (1i-1p) (2i-2p) (2i-3p) (3i-4p) (4i-4p)

Sur la totalité des 5 images recréées, seules trois trames représentent des images « natives » non modifiées, les deux autres représentent deux moitiés d'image différentes.
Même si électroniquement, une certaine fluidité de la vidéo est observée, il est possible toutefois de détecter certains artefacts et saccages, notamment lorsqu'une séquence film présente un travelling ou un zoom.

##### Fréquence effective à 59,94 trames / sec.
Le calcul prend pour hypothèse que la fréquence du NTSC est de 60 trames par seconde. Depuis sa normalisation, la cadence est en réalité de 59,94 trames par seconde. Il suffit de ralentir la projection du film original de 60 à 23,976 images par seconde (soit{\displaystyle 23,976=59,94/2,5}), représentant une simple diminution de 0,1 % de la cadence des images, bien moindre de l'accélération de 4 % engendrée par le 2:2 Pulldown en PAL. La cadence de la source exploitant cette conversion est donc ainsi quasiment respectée en 525 lignes. Toutefois, certains artefacts peuvent également subsister lors de certains mouvement de la caméra, lors du tournage.

##### Remarques
Cette technique est également employée pour transférer les films sur Vidéocassette analogique à vidéo 525 lignes. Pour les supports numériques DVD et Blu-ray, on se contente généralement de transférer le film, soit à 24 image seconde progressif ou 24p ou encore à 23,976 images par seconde, le procédé 3:2 Pulldown étant effectué à la lecture par le lecteur.
Contrairement à ce qui se passe avec un signal ou support 625 lignes à 25 ou 50 i/s, si la vitesse du film est quasiment égale à la vitesse d'origine, cette technique souffre d'un inconvénient majeur : ceraines images du film n'ont pas toute la même durée, ce qui produit les artefacts perceptibles évoqués plus haut.

#### Conversion2:2:2:2:2:2:2:2:2:2:2:3 pulldownouEuro Pulldown
Afin d'obtenir un film en 25 images par seconde en 625 lignes à la même durée qu'en 24 images film et sans effet d'accélération de +4%, on exploite un principe similaire au Pulldown 3:2 mais au lieu de procéder comme pour le 525 lignes (image en trois trames puis en deux trames), on divise en deux trames, les onze premières images puis on engendre la douzième sur trois trames (soit 12,5 trames). Certaines saccades peuvent être remarquées toutes les demi-secondes, ou des arrêts sur image, toutes les secondes en raison de ce procédé. Toutefois, ces effets sont moins perceptibles comparés au Pulldown 3:2 pour le 525 lignes.

La conversion Euro Pulldown représente :
- (1i-1p) (2i-2p) (3i-3p) ... (11i-11p) (12i-12p) (12i-13p) (13i-14p) (14i-15p) ... (23i-24p) (24i-24p)

## Télécinéma amateur
Le transfert en vidéo de films argentiques, variantes fréquente du format film 8 mm peut être réalisée avec un équipement relativement simple :
- un projecteur cinéma, de préférence à vitesse variable ou modifiable.
- une caméra vidéo ou un caméscope, de préférence numérique avec sauvegarde intégrée.
- une optique spéciale doté d'un petit écran dépoli avec miroir ou opaque.

### Avantage et inconvénients
- Cet équipement peut produire une image optique sans trop de déformation car la caméra est placée en face de l'axe du projecteur.
- Le grain de l'écran peut être visible, s'il n'est pas de qualité médiocre et si l'écran est assez grand.
- Le contraste est fort et la valeur de blanc a tendance à être saturée.
- Il y a un point chaud, c'est-à-dire que le centre est plus clair que les bords.

### Avantage et inconvénients d'un écran opaque
- Plus simple à exploiter (une feuille de papier blanc non granuleux, comme du papier photo pour imprimante, suffit).
- Problèmes de parallaxe et de déformation, voire de mise au point (préférez le mode manuel dans tous les cas).
- Reflets et ombres.

En fait, ces défauts sont globalement mineurs, ce qui rend les deux méthodes à peu près équivalentes.

## Scanner à pellicule
Le scanner numérique représente la solution la plus évoluée, tant pour son rendement que pour la qualité d'image obtenue. Ce dispositif supprime la plupart des principaux défauts optiques, tant du projecteur que de la caméra : courbure de champ, vignetage, géométrie, anamorphose, etc.; il engendre un synchronisme amélioré de la succession d'images capturées, préserve le détail et des bords nets, autorise l'étalonnage numérique, permet la compensation des contrastes, etc.
Toutefois, la capture complète d'un long-métrage nécessite une manipulation complexe, un contrôle qualitatif humain, une éventuelle correction manuelle et il représente une opération pouvant durer plusieurs heures, n'étant pas réalisée en temps réel de projection, comme la solution analogique antérieure le permet.

## Télécinéma et format d'image
Parmi les réglages principaux du télécinéma, l'un des plus complexes — en dehors de l'étalonnage image — concerne l'adaptation des proportions du film original vers celui de la télévision. Ainsi, la vidéo et la télévision ont longtemps exploité un rapport géométrique d'image conventionnel 4/3, soit une image 1,33 fois plus large que haute. Depuis les années 1990, la version « large » ou plus panoramique le plus souvent adopté est le 16/9, soit une image 1,78 fois plus large que haute. En revanche, les formats cinéma exploitent souvent d'autres rapports géométriques, l'image peut être plus large, avec typiquement un rapport de 1,37, 1,66, 1,85 ou 2,35.
Les formats standard :
- Letterbox (boîte aux lettres). L'image d'origine est respectée et daux bandes noires apparaissent en haut et en bas de l'écran, ce qui provoque un certain « gaspillage » de la surface totale de l'écran mais le choix artistique du réalisateur est respecté ;
- Recadrage. L'image est recadrée; l'intégralité de l'écran TV est utilisé mais une portion de l'image sur les bords est supprimée, perdue, donc invisible pour le spectateur ;
- Recadrage et anamorphose. L'image peut légèrement être comprimée verticalement et recadrée horizontalement, ce qui produit une déformation géométrique. Ce compromis « remplit » l'écran mais modifie sensiblement la nature originale de l'image que le réalisateur a choisi lors du tournage et pour la projection en salle de cinéma ;
- Format large anamorphosé. L'image est fortement comprimée par anamorphose et ainsi produit une géométrie déformée et écrasée verticalement.

En dehors de celui qui respecte l'intégrité totale de l'image, les autres procédés modifient sensiblement les choix artisiques d'origine; seule la vidéoprojection permet de respecter la totalité des formats, les bords noirs étant invisibles car n'étant projetés, cette formule permet une quasi infinité de compatibilité de formats source ou dits « natifs ». 

## Le format académique
Plus rarement certains réalisateurs choisissent eux-mêmes de tourner dans un format proche du 4/3 (1:33 ou 1:37) puis ils supervisent les copies et transferts en d'autres formats comme le 16/9 ou préconisent de préserver le ratio d'origine. Le ratio proche du 4/3 est même qualifié par l'industrie du cinéma comme « format académique » ou Academy Ratio. En dehors des longs-métrages sortis avant 1980, on peut citer notamment les films Shining et Full Metal Jacket de Stanley Kubrick, Zack Snyder's Justice League, The Artist de Michel Hazanavicius, Last Days et Elephant de Gus Van Sant, The Grand Budapest Hotel de Wes Anderson, American Honey d'Andrea Arnold, The Lighthouse de Robert Eggers, Sur le chemin de la rédemption de Paul Schrader ou encore Le Fils de Saul de László Nemes.